# 92 a.C.
Il 92 a.C. (XCII a.C. in numeri romani) è un anno  del I secolo a.C.

## Eventi
- Consolato di G. Claudio Pulcro e Marco Perperna
- Accordo tra Mitridate II di Partia e Lucio Cornelio Silla

## Morti
- Antioco XI